# Miodopijek długodzioby
Miodopijek długodzioby (Acanthorhynchus tenuirostris) – gatunek małego ptaka z rodziny miodojadów (Meliphagidae). Zamieszkuje wschodnią i południowo-wschodnią część Australii (wraz z Tasmanią i okolicznymi wyspami) w obszarach leśnych oraz w miejskich ogrodach w Sydney i Melbourne. Sklasyfikowany został przez ornitologa Johna Lathama w roku 1801.

## Podgatunki i zasięg występowania
Wyróżniono cztery podgatunki A. tenuirostris:
- A. t. cairnsensis – północno-wschodni Queensland
- A. t. dubius – Tasmania i wyspy Cieśniny Bassa
- A. t. halmaturinus – południowo-wschodnia Australia Południowa oraz Wyspa Kangura
- A. t. tenuirostris – wschodnia i południowo-wschodnia Australia

## Morfologia
Długość ciała wynosi 13–16 cm (z tego 2–5 cm przypada na dziób), rozpiętość skrzydeł 18–23 cm, zaś masa ciała – średnio 11 g; ulega ona wahaniom związanym z odkładaniem tłuszczu, może wynosić 4–24 g u samca i 7–16 g u samicy. Dymorfizm płciowy w upierzeniu słabo zaznaczony. U samca większość upierzenia jest połyskliwie czarna, szare są pokrywy nadogonowe i wewnętrzna część skrzydła. Można dostrzec biały śliniak ciągnący się aż po brzuch; mniejszy, brązowy, przykrywa jedynie gardło. Niższą część piersi i brzuch porastają pióra od jasnobrązowych po żółtobrązowe. Samice są bardziej oliwkowo-brązowe, a ich śliniak na gardle nie jest tak wyraźnie brązowy, jak u samca. Często są dodatkowo ozdobione białymi plamami rozsianymi po całym ciele. U dorosłych osobników tęczówka ma barwę intensywnie czerwoną, u młodych czarną.

## Ekologia
Środowiskiem życia miodopijka długodziobego są przeważnie gęste lasy lub lasy o gęstym podszycie. Pospolicie zamieszkują nizinne wrzosowiska, ale zdarzają się i obserwacje na wyższych wysokościach. Okazjonalnie odwiedza wilgotny las równikowy lub las zawsze zielony twardolistny. Przeważnie miodopijki długodziobe przebywają samotnie, w parach lub grupach do 5 osobników. W okolicach z obfitującymi w nektar roślinami niekiedy spotyka się miodopijki długodziobe wraz z przedstawicielami Zosterops, innymi miodojadami lub niewielkimi wróblowymi. Zimą samce zachowują się agresywnie wobec co słabszych samic i odganiają je od nektaru, przez co przyczyniają się do wzrostu ich śmiertelności. Są jednak zmuszone wycofać się przy konflikcie z większymi ptakami, np. miodaczkami białouchymi (Phylidonyris novaehollandiae). Przedstawiciele A. tenuirostris żywią się głównie nektarem, jednak dorosłe w okresie lęgowym lub tuż przed nim żywią się głównie owadami ze względu na tymczasowe niedobory nektaru po zimie. Osobniki młodociane otrzymują wyłącznie bezkręgowce.

### Lęgi
Lęgi stwierdzano od sierpnia do maja, jednak odbywają się głównie w listopadzie i grudniu. Materiały na gniazdo zbierają oba ptaki z pary, jednak buduje je samica. Składa zwykle 2 jaja (maksymalnie 4), może osiągnąć 5 zniesień na sezon. Przeważnie inkubacja trwa dwa tygodnie, wysiaduje wyłącznie samica. Pisklęta po wykluciu ważą około 8 g. Karmią je oboje rodzice. Przeważnie po 14 dniach są w pełni opierzone, a po kolejnych 8 stają się samodzielne.

## Status
IUCN uznaje miodopijka długodziobego za gatunek najmniejszej troski (LC, Least Concern) nieprzerwanie od 1988 roku. Liczebność populacji nie została oszacowana, ale ptak ten opisywany jest jako lokalnie pospolity. Trend liczebności populacji uznawany jest za spadkowy.